# Ilia Malinin
Ilia Malinin (Fairfax, 2 de diciembre de 2004) es un deportista estadounidense que compite en patinaje artístico, en la modalidad individual; campeón mundial en 2024 y 2025.
Ganó tres medallas en el Campeonato Mundial de Patinaje Artístico sobre Hielo entre los años 2023 y 2025. Además, fue el campeón de la Final del Grand Prix en los años 2024 y 2025.
Es hijo de dos patinadores artísticos que compitieron por Uzbekistán. Fue el primer patinador en lograr un axel cuádruple en competición. En 2024 fue nombrado «Patinador más valioso» por la Unión Internacional de Patinaje sobre Hielo.

## Palmarés internacional
| Campeonato Mundial | Campeonato Mundial      | Campeonato Mundial | Campeonato Mundial |
| Año                | Lugar                   | Medalla            | Categoría          |
| ------------------ | ----------------------- | ------------------ | ------------------ |
| 2023               | Saitama (Japón)         | Medalla de bronce  | Individual         |
| 2024               | Montreal (Canadá)       | Medalla de oro     | Individual         |
| 2025               | Boston (Estados Unidos) | Medalla de oro     | Individual         |